# Pierre Mortier
Pierre Mortier, citato anche Pieter Mortier (Leida, 1661 – Amsterdam, 1711), è stato un disegnatore olandese, noto per la sua attività di illustratore di mappe panoramiche a volo d'uccello.

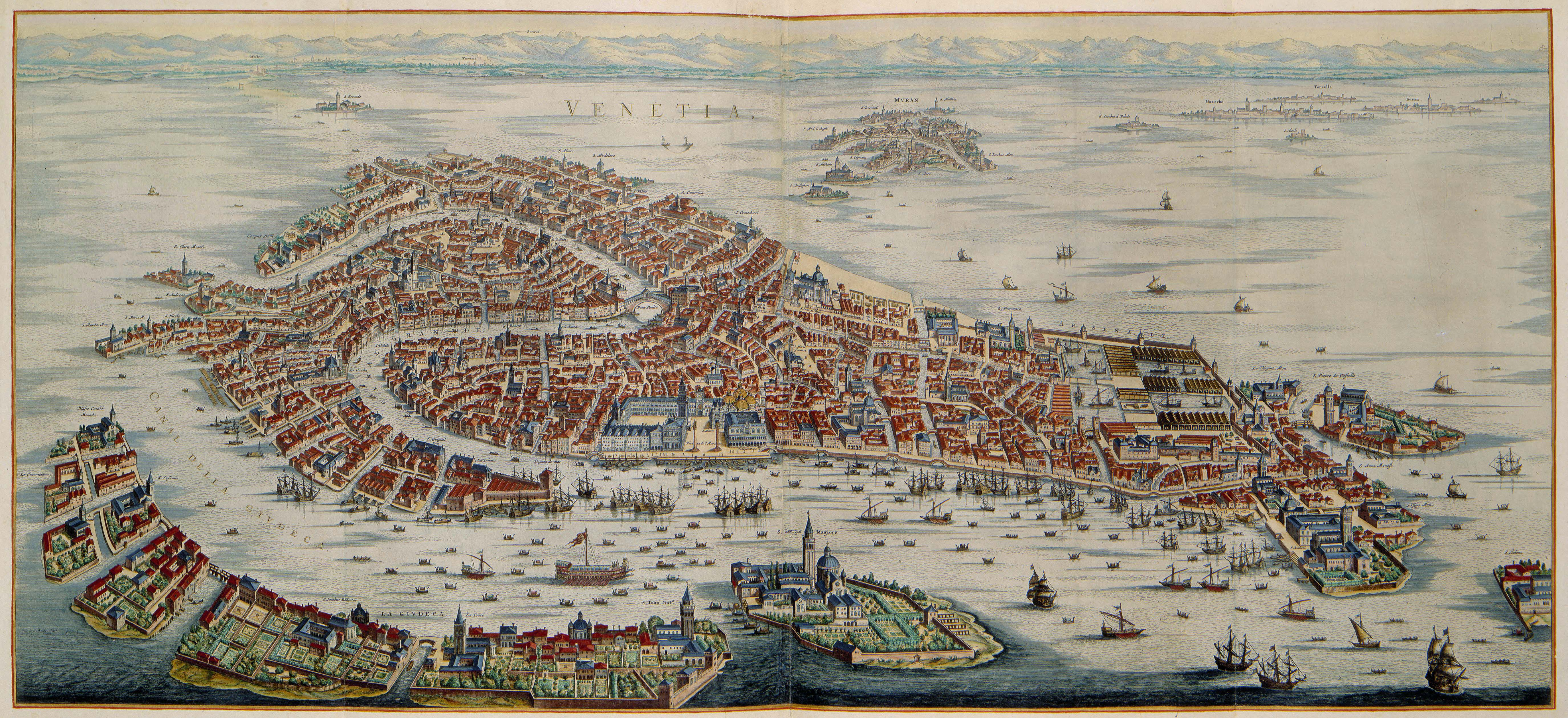
Mappa di Venezia realizzata dal Mortier che la rappresenta tra la fine del XVII e l'inizio del XVIII secolo.

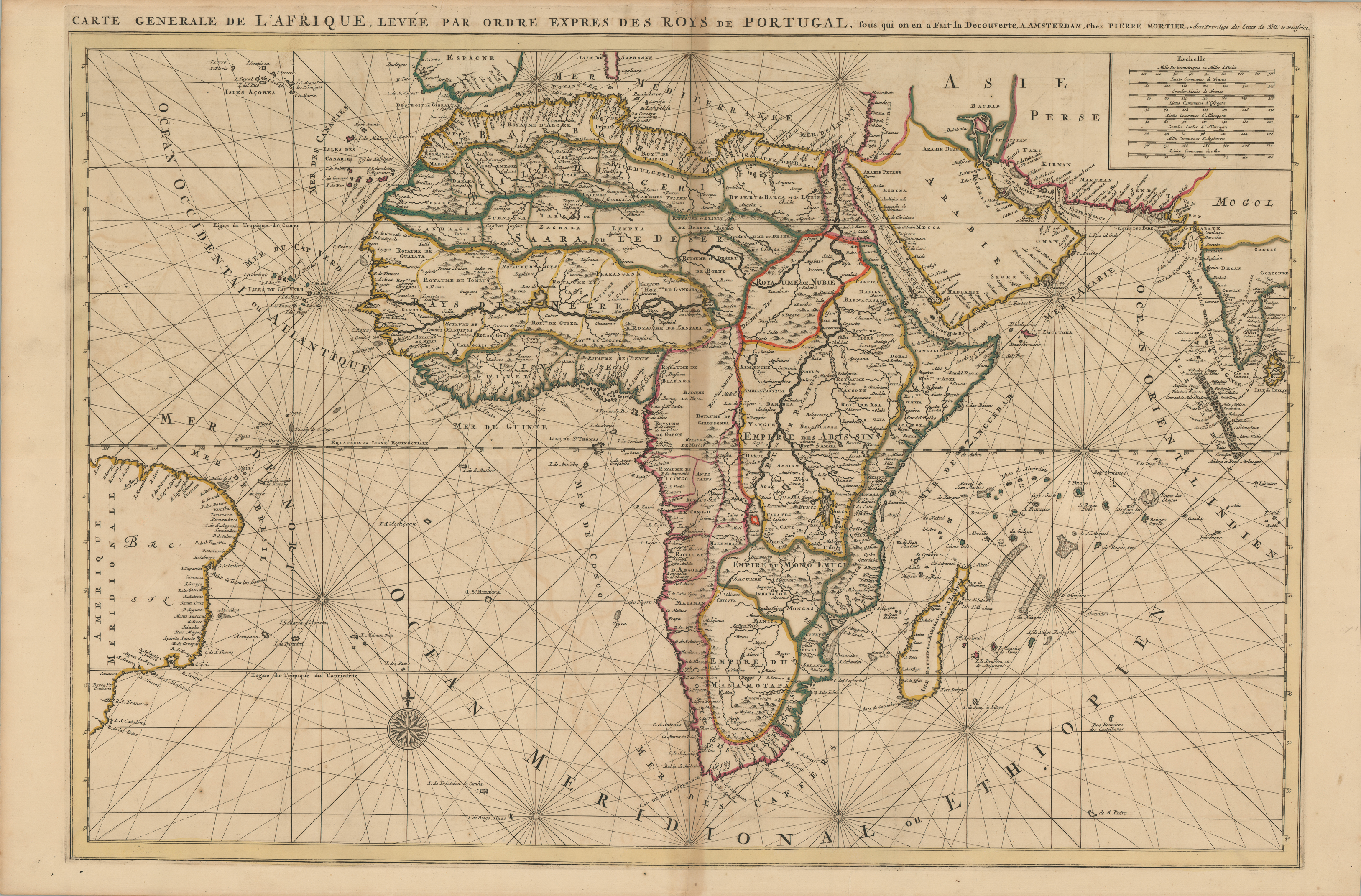
Mortier, Carte Generale de l'Afrique, 1700

Figlio di un rifugiato politico francese, opera in un primo momento in Francia per poi spostarsi in Olanda; dedica questa prima parte della sua vita ai libri svolgendo l'attività di libraio e qui incontra e sposa Amelia -s-Gravesande (1666-1719); successivamente si dedica alla cartografia, passione che lo accompagna fino alla morte e per cui diventa rinomato: pubblica mappe e atlanti da editori francesi ottenendo premi e prestigio. 
La coppia ebbe due figli: Pieter II, e Cornelis Mortier (1699-1783), che insieme a Johannes Covens I (1697-1774), fondano la casa editrice Covens & Mortier (1721-1866), il più grande editore cartografico del XVIII secolo. Muore ad Amsterdam, ma la vedova continua l'attività fino alla sua morte. 
Una delle mappe rinvenute più importanti è quella che rappresenta, come dice la scritta in alto in francese "Fondi, Petite Ville de la Terre de Labour, Provence du Royaume de Naples", quindi la città di Fondi (LT). 
La veduta è ripresa da Monte Vago o dalla salita di S. Andrea. La città è messa in evidenza dalla cinta muraria, dal complesso del castello e del palazzo signorile, dalle torri di percorso, dai campanili delle chiese. 
Sullo sfondo si può osservare il Monte Arcano, sede del santuario della Madonna della Rocca, che, però, non viene segnalato. Il paesaggio è completato da figure di donne e uomini.
Oggi la gigantografia è esposta nella Casa Comunale, in particolar modo nell'ufficio del Primo Cittadino.
 Scuola Media Statale "E.Amante", La Pittura di Fondi nei secoli.
 https://rkd.nl/nl/